# Кенні Морганс
Кеннет Годфрі Морганс (англ. Kenneth Godfrey Morgans; 16 березня 1939, Свонсі — 18 листопада 2012), більш відомий як Кенні Морганс — валлійський футболіст, який виступав на позиції правого крайнього нападника.

## Біографія
Влітку 1955 року перейшов в англійський клуб «Манчестер Юнайтед», виступав за молодіжний склад на правому фланзі атаки.
У сезоні 1957/58 пробився в основний склад, витіснивши з нього вікового Джонні Беррі. У лютому 1958 року вижив у мюнхенській авіакатастрофі (йому на той момент було 18 років). Його виявили лежачим без свідомості серед уламків літака два журналіста через п'ять годин після офіційного припинення пошуків виживших.
Хоча Морганс відновився від травм і повернувся до складу «Манчестер Юнайтед», він вже не зміг грати на колишньому рівні. У 1961 році він покинув команду, провівши за клуб 23 офіційних матчі. Згодом він виступав за клуби нижчих дивізіонів, «Свонсі Таун» і «Ньюпорт Каунті». У 1967 році повернувся до Уельсу, де грав за клуби «Баррі Таун» та «Кумбран Таун».
Помер 18 листопада 2012 року у віці 73 років.